# Ruta Estatal de Nevada 398
La Ruta Estatal de Nevada 398, y abreviada SR 398 (en inglés: Nevada State Route 398) es una carretera estatal estadounidense ubicada en el estado de Nevada. La carretera inicia en el Sur desde la I 80  , US 95   en Lovelock hacia el Norte en la SR 396     en Lovelock. La carretera tiene una longitud de 7,7 km (4.755 mi).

## Mantenimiento
Al igual que las autopistas interestatales, y las rutas federales y el resto de carreteras estatales, la Ruta Estatal de Nevada 398 es administrada y mantenida por el Departamento de Transporte de Nevada por sus siglas en inglés Nevada DOT.

## Cruces
La Ruta Estatal de Nevada 398 es atravesada principalmente por la  SR 397  SR 399 .